# 삼해주
삼해주(三亥酒)란 찹쌀을 발효시켜 두 번 덧술하여 빚는 약주(藥酒)를 말한다. 정월 첫 해일(亥日, 돼지날)에 시작하여 매월 해일마다 세 번에 걸쳐 빚는다고 해서 삼해주라고 하며, 정월 첫 해일에 담가 버들가지가 날릴 때쯤 먹는다고 해서 유서주(柳絮酒)라고도 한다.

## 개요
삼해주는 고려시대부터 전해 내려온 궁중술로, 조선시대에 이르러 순조(재위 1800∼1834)의 딸인 복온 공주가 안동 김씨댁에 시집오면서 그 가문에 대대로 이어져 내려오게 되었다고 한다. 정월의 첫 돼지날에 담기 시작하여 돼지날마다 세 번에 걸쳐 빚는다고 해서 삼해주라고 하는데 그 기간이 100여 일 걸린다고 하여 백일주라고도 하며, 정월 첫 돼지날에 담가 버들가지가 날릴 때쯤 먹는다고 하여 유서주(柳絮酒)라고도 부른다. 
『신가요록』, 『산림경제』등의 문헌에 그 제조방법이 기록되어 있는데, 서울로 들어오는 쌀이 삼해주를 담그는데 쏠리지 않도록 막아달라는 상소의 기록이 보일 정도로 조선시대에 널리 제조되었으며, 그 방법도 매우 다양하다. 삼해주는 쌀과 누룩을 원료로 하여 만드는데, 먼저 정월 첫 돼지날에 백미 두말을 가루내어 끓는 물을 넣고 누룩가루와 밀가루를 섞어 독에 넣는다. 둘째 돼지날에는 쌀을 익혀서 끓는 물과 섞고 난 후 전에 넣었던 독에 다시 넣고, 셋째 돼지날에는 찹쌀을 쪄서 끓는 물을 식혀 넣었다가 버들가지가 나올 때 비로소 쓰게 된다. 
쌀과 누룩을 원료로 하여 만든 삼해주는 은은한 맛을 비교적 오래 보관할 수 있는 특징을 가지고 있으며, 현재 기능보유자 권희자, 이동복씨에 의해 전승되고 있다. 

## 문헌에서 보이는 삼해주
삼해주는 고려 때부터 제조한 술로서 ≪동국이상국집≫≪태평한화≫(太平閑話)≪주방문≫(酒方文)≪역주방문≫(曆酒方文)≪규곤시의방≫≪산림경제≫≪민천집설≫(民天集說)≪임원십육지≫≪조선세시기≫(朝鮮歲時記) 등 많은 문헌에 그 만드는 법들이 기록되어 있다. 특히 ≪추관지(秋官志)≫에 당시 권력층뿐만 아니라 일반인들에게까지도 삼해주가 애음되었다는 사실을 알 수 있다. 
영조 9년(1733) 형조판서 김동필(金東弼)이 "서울로 들어오는 쌀이 삼해주 만드는 데로 쏠려 들어가니 미곡정책상 이를 금함이 옳다"고 진언한 기록으로 보아서도 조선시대 널리 제조되었음을 알 수 있다. 당시 서울에서는 일반인들의 삼해주 수요가 많아지자 정월에 빚어야 하는 계절적인 제한으로 그 수효가 한정되자 마포 공덕(孔德) 옹막이(甕幕)를 삼해주의 대량 제조공장으로 사용하였다 한다. 그 이유는 겨울에는 옹기를 굽지 않은 가마를 이용하여 음력 정월에 대량의 삼해주를 빚을 수 있었기 때문이다. 조선시대 중엽 이후에는 소주의 술덧으로 쓰이기도 하였다. 
≪일성록≫에는 정월에만 빚던 삼해주가 아무 해일에나 빚는 술이 되었고, 또 청주보다 소주의 원료로 쓰게 되어 근래에는 삼해주라 하면 소주의 밑술 이름으로 생각하게 되었다고 기록되어 있다.

## 삼해주 제조법
삼해주의 제조법은 그 원료에 있어서 각 문헌마다 약간의 차이가 있다. ≪양주방≫ 등에는 정월 첫 해일에 멥쌀 3되를 가루를 내어 정화수 2병을 익게 개어서 차게 재우고, 바랜 누룩과 밀가루 3되를 함께 넣어 항아리 부리를 봉하여 밖에 둔다. 2월 첫 해일에 멥쌀 3말을 가루를 내어 물 3병씩 부어 잘 개어 차게 식힌 후 술밑에 섞어 밖에서 발효시킨다. 3월 첫 해일에 멥쌀 6말을 쪄서 1말마다 물 3병씩 부어 차게 식힌 뒤에 밑술에 버무려 넣어 밖에 두었다가 백일이 지난 뒤에 뜬다고 하였다. ≪조선무쌍신식요리제법(朝鮮無雙新式料理製法)≫에는 정월 상해일에 찹쌀 한말을 백번 씻고, 가루로 만들어 묽은 죽을 쑤어 식거든 누룩과 밀가루 한 되를 섞어서 독에 넣는다. 다음 해일에 찹쌀과 멥쌀 각 한 말을 백 번 씻고, 가루를 만들어 구무떡을 쪄서 식거든 전에 빚어 넣은 독에 넣는다. 셋째 해일에 멥쌀 5되를 백 번 씻어 쪄 익혀서 물 세동이를 붓고 식혀 놓은 지 사흘이면 쓴다고 하였다. 
삼해주는 멥쌀로만 덧술을 하거나, 찹쌀ㆍ찹쌀+멥쌀ㆍ멥쌀의 순이거나, 찹쌀ㆍ멥쌀ㆍ찹쌀의 순이다. 이 술은 세 번 덧술을 한다는 것과 시기적으로 정월 첫해일의 낮은 기온을 택하여 12일간의 오랜 발효기간을 거친다는 점이 특징이다. 이런 오랜 발효기간은 낮은 온도 때문이기도 하겠지만 발효와 함께 순한 향미를 내기 위해서일 것이다.

## 참고 문헌
- 삼해주 - 국가유산청 국가유산포털

 본 문서에는 서울특별시에서 지식공유 프로젝트를 통해 퍼블릭 도메인으로 공개한 저작물을 기초로 작성된 내용이 포함되어 있습니다.